# 孙昊 (演员)
孫昊（1984年7月1日—）是一位中国男演員。

## 生平
1984年出生於陝西西安，2012年出演首部電影作品《一座城池》從而正式進入影視圈。2013年主演的劇情短片《長夜將盡》上映，憑藉該片獲得第五屆九分鐘電影節最佳男演員提名。2016年主演的科幻短片《别无选择》在第三屆美國格蘭岱爾國際電影節首映，憑藉該片獲得電影節最佳男演員獎。

## 演出作品
| 年代 | 片名           | 角色     |
| 2019 | 同門義         | 阿信     |
| 2018 | 新殭屍先生     | 秋生     |
| 2017 | 掃黃           | 馬拉東   |
| 2016 | 别无选择       | 林然     |
| 2016 | 古惑鎮激鬥少年 | 鍋巴     |
| 2015 | 年青時代       | 岳洋     |
| 2014 | 桃花源         | 陳建新   |
| 2013 | 長夜將盡       | 馬力傲   |
| 2013 | 一座城池       | 病毒之父 |

## 外部連結
- 百度百科 孫昊 （页面存档备份，存于）